# 永源寺
永源寺（えいげんじ）是位在日本滋賀縣東近江市的寺院，臨濟宗永源寺派大本山。山號「瑞石山」（ずいせきざん）。本尊世繼觀世音菩薩、開基（創立者）為佐佐木氏賴、開山（初代住持）為寂室元光。紅葉名所。

## 關連項目
- 永源寺蒟蒻

## 外部連結
- 臨濟宗永源寺派 大本山 永源寺 （页面存档备份，存于）